# 외치는 자들
외치는 자들(The Shouters) 혹은 호함파(중국어: 呼喊派, 후한파이)는 1982년 2월 저장성 둥양 시와 이우 시에서 발생한 사건들 이후에, 정부에 의해 처음에는 반 혁명분자들로 그 뒤에는 범죄를 저지르는 이단으로 지목되었던 중국 내의 정의를 내리기 어려운 한 단체에 대해 중화인민공화국(중국, PRC)이 붙인 꼬리표이다. '호함파'는 1983년뿐 아니라 1995년에도 줄줄이 체포 대상이 되었다. 1983년에 삼자애국운동(TSPM)과 결부된 몇몇 출판물들은 기독교 교사로서 중국 외부에서 활동하다 작고한 위트니스 리(이상수)가 '호함파'의 인도자이며 혼란을 부추긴다고 고발했다. 그러나 '호함파'라는 호칭은 실지로는 공개적으로 소리를 내어 기도하는 그리고/혹은 TSPM에 등록하지 않았거나 혹은 반대로 TSPM에 협력하는 여러 단체들에게 좀 더 폭넓게 적용되어 왔다. 호함파를 정죄하고 그것이 위트니스 리 혹은 지방 교회들과 연관된다는 식으로 이끄는 보고서들은 그 정확성을 의심할 만한 상당한 이유가 있으며, 사실상 지방 교회들은 외치는 자들과 거리를 두고 있다.

## 배경
1966년부터 76년까지의 문화혁명 기간에 중국 내의 모든 공개적인 종교 활동은 억압을 받았는데 이것은 네 가지 낡은 것, 즉 낡은 사상, 낡은 문화, 낡은 풍속, 낡은 관습을 척결하려는 노력의 일부였다. 홍위병들은 중국 각지의 그리스도인들을 습격했다. 종교는 중국 사회를 부패시키는 요인으로 정죄 받았고 많은 그리스도인들이 노동 교화소로 보내져 '재교육'을 받아야 했다. 성경과 기독 서적들을 포함한 종교 서적들이 불태워졌다. 1973년부터 중국 내의 몇몇 지역에서는 기독교 신앙이 급속도로 퍼져나가기 시작했다. TSPM 자체도 1966년에 해체되었기 때문에 이 때의 확산은 전적으로 지하에서, 정부의 방해 없이 이루어졌다. 많은 '가정 교회들'이 생겨났고 워치만 니의 가르침과 노선을 같이함으로써 조직된 지방 교회들과 연계된 많은 가정 모임들도 생겼다. 그러나 성경과 그 외 기독 서적들이 없다보니 중국의 어떤 지역들, 특히 농촌 지역들은 더욱 미신적이고 이단적인 신앙이 자리 잡을 수 있는 좋은 토양이 되었다.
마오쩌둥의 사망과 사인방의 실패 후에 덩샤오핑이 중국 공산당과 중국 정부의 실질적인 지도자가 되었다. 1978년에 5차 인민 회의에서 새로운 헌법이 제정되었는데 이것은 중화인민공화국 역사상 세 번째 헌법이었다. 오래 전인 1954년의 헌법 제 88조는 "중화인민공화국 시민은 종교적인 신앙의 자유를 누릴 수 있다"는 것을 보장했었다. 그럼에도 문화혁명 기간에 지나친 억압이 있었지만 새로운 헌법 46조가 "시민들은 종교를 믿을 자유와 종교를 믿지 않을 자유 그리고 무신론을 확산할 자유도 누릴 수 있다"라고 확증한 것은 많은 이들로 하여금 새로운 종교의 자유의 시대가 열리는 것으로 믿게 했다. 그러나 중국 정부는 역사적으로 종교의 실행을 규제해 왔다.

## TSPM과 PRC의 종교 규제
1950년대에 저우언라이는 우야오쭝과 함께 기독교 선언문을 작성하여 중국 내의 개신교는 새로운 정부를 지지하며 외국 제국주의를 배격한다고 선포했다. 그것은 자치(自治), 자양(自養), 자전(自傳)이라는 “삼자원칙”을 앞세운 삼자애국운동(TSPM)을 설립하는 계기가 되었다. 얼마 지나지 않아서 대대적인 고소와 고발 캠페인이 시작되었고, 그것은 해외 선교사들을 추방하고 많은 중국인 토착민 기독교인들을 체포하고 투옥하는 것으로 이어졌는데, 투옥된 사람들 중에는 워치만 니와 왕밍다오(Wang Mingdao)와 같은 뛰어난 기독교 교사들도 포함되었다. 중국 정부는 국내에서 근래에 발생했던 태평천국의 난이 부분적으로는 종교적인 동기 때문이었다고 보고, 종교 지도자를 포함하여 누구든지 상당한 추종자들을 가진 인도자들과 그들의 움직임에 대해 깊은 의구심을 가졌다. 중국 공산 정부 자신들도 처음에는 농촌 지역의 소규모 소작농들을 움직이면서 점차적으로 세력을 키웠고 결국 국민당 정권을 무너뜨릴 수 있었기 때문이었다.
TSPM은 문화혁명이 시작되던 해인 1966년에 해체되었다. TSPM이 재조직되던 해인 1979년 초에는 그 영향력이 베이징이나 상하이 등의 대도시 지역으로 제한되어 있었던 반면에 기독교 신앙은 허난, 저장, 푸젠, 안후이와 같은 지역에서 급속히 확산되었다. 중국 내의 많은 그리스도인들이 TSPM을 의심했는데, 그 이유는 TSPM이 형성될 초기인 1950년대에 현대주의 신학을 강조했을 뿐 아니라 중국 정부가 많은 성경 교사들을 억압하고 박해할 때 그들이 협력했기 때문이다. 이러한 그리스도인들은 1979년에 TSPM이 재설립된 것은 정부가 자신들에 대한 통제를 강화하고 기독교 복음이 확산되는 것을 늦추려는 시도로 보았다.

## 기독교 신앙의 확산에 대한 중국 정부와 삼자애국운동(CCP/TSPM)의 우려
덩샤오핑이 경제 개혁을 추진하고 서방을 향해 대대적으로 문호를 개방했을 때 다양한 부류의 그리스도인들이 성경과 기독교 서적들을 은밀히 중국 내부로 들여오기 시작했다. 중국 정부는 그 성경을 받는 이들을 서양 자본의 원조를 받지 않는다는 삼자 원칙을 어긴 불법 행위 가담자로 보았다. 그럼에도 불구하고 기독교 신앙은 가정 교회와 지방 교회들을 통해 중국 전역으로 급속히 퍼져나갔다. 1982년에 발간된 '세계 기독교 백과사전'(The World Christian Encyclopedia)은 다음과 같이 기록한다.
| “ | 1981년도에 소수 민족들이 사는 지역들을 포함한 중국의 많은 지역에서 교회의 성장이 급속도로 진행되었다는 많은 증거들이 있다. 도처에 수많은 청년들이 있었다. 수많은 새신자들이 교회들로 몰려든다는 소식들이 접수되고 있었다. | ” |

큰 영향력을 가진 한 무리의 믿는 이들이 있었는데, 그들은 '주님의 이름을 부르는' 실행을 하는 지방 교회의 일원들로 구성되어 있었다. 이 실행은 위트니스 리의 사역과 친밀했던 이들을 통해 1980년대 초반에 중국 내부에 소개되었다. 주님의 이름을 부르는 실행을 하는 이들은 자신들의 실행의 근거로 많은 성경 구절들(창 4:26, 행 2:21, 9:14, 21, 롬 10:12–13, 고전 1:2)을 제시했다. 1981년 10월에 상하이에서 있었던 TSPM 회의 이후에, TSPM을 대표하는 소수의 인원들이 바오강 호텔(BaoGang Hotel)에서 중국 전역에 걸친 지방 교회들의 급속한 증가와 확산의 영향력에 관해, 특히 주님의 이름을 부르는 실행에 관해 회의를 했지만, 그 이듬해에 스스로 기회가 오기까지는 이렇다 할 행동이 취해지지는 않았다.

## 동양/이우 사건들(The Dongyang/Yiwu Incidents)
1982년 2월에 저장 성의 동양과 이우 지역의 그리스도인들과 TSPM 및 공안의 대표자들 사이에 충돌이 발생했다. 이 사건은 '중국 안에 계시는 주님'(The Lord in China)이라는 잡지를 통해서 처음으로 중국 외부에 알려졌다. 그 잡지의 초판본은 1982년 4월 3일자로 등사된 완간으로서 동양에서 사건이 발생한 후에 중국 중부와 남부에서 회람되었다. 그 기록에 따르면 2월 14일부터 16일까지 TSPM의 대표자 2명이 동양에 TSPM 지부를 설립하기 위하여 그곳을 방문했다고 한다. 그러나 여러 다양한 그룹 소속의 수많은 그리스도인들은 지부 설립에 동의하지 않고 오히려 TSPM 대표들이 집회하는 장소 바로 앞에서 3일 동안 야외 기도회를 열었다. 그 후에 2월 28일에 TSPM 대표들은 몇몇 회원들을 선동하여 동양에 있는 그리스도인의 모임 장소에 불시에 난입하게 했다. 몇몇 그리스도인들이 매를 맞거나 석회 가루를 눈에 뿌림을 당하기도 했다. 회람된 편지에 의하면 유사한 습격이 이우 지역에서도 있었다. 주된 차이점은 TSPM 관련자들이 공안원들에게 집회를 방해하도록 사주했고, 공안원들은 전기 충격기를 사용하여 그리했다는 점이다.
이 소식은 홍콩에 기반을 둔 중국 기독교를 살펴보는 조직인 중국교회연구소(CCRC)에 알려졌고 회람되었던 기도 내용의 일부가 번역되어 '중국 기도 편지'(China Prayer Letter) 1982년 6월호에 실렸다. 그 기도 편지는 홍콩에 있는 중국어 잡지인 '인민(The People)'지 1982년 6월 호에 재차 수록되었다. CCRC는 '오늘날의 중국과 교회'(China and the Church Today) 1982년 7/8월호에 그 편지를 다시 게재했다. CCRC 소식 1982년 7월호는 다음과 같이 전한다.
| “ | 지속적으로 저항하던 저장 성의 동양 교회는 TSPM과 통전부(統戰部)에 의해 큰 박해를 받았다. 그들은 만일 TSPM 가입을 거절하는 것은 반동적인 것이고, 허가 없이 집회를 해도 불법적인 회합에 참여하는 것이라는 말을 들었다. 그들이 머리를 덮는 것은 반혁명적이라는 표시이고 주님의 이름을 부르는 것은 반동주의자들의 표어라고 했다. | ” |

<중국을 잊지 말라>(Don't Forget About China)라는 잡지 1982년 10월호에는 그 이후에 이어진 박해들이 기록되었다.
그 동안에도 다양한 기독교 주류 후원 단체들과 중국교회 일치운동 연구 교섭단(ECSLG)을 대표하는 이들은 TSPM와의 재접촉과 협력 정책을 추구하고 있었다. 그 안에는 타오퐁샨 교회일치회(the Tao Fong Shan Ecumenical Centre)와 홍콩 기독교 협의회(Hong Kong Christian Council), 루터교 세계 연합(Lutheran World Federation), 중국 연구회(성공회)(China Study Project (Anglican), 천주교 국제정보자료센타(Pro Mundi Vita)(로마 천주교) 외 기타 단체들이 포함되었다. 여기에 참가한 이들로는 필립 위커리(Philip Wickeri), 에드먼드 탕(Edmond Tang), 안 소빅(Arne Sovik), 밥 화이트(Bob Whyte) 등이 있었다. 이 그룹의 회원들이 발간한 몇 가지 정기 간행물에는 <다리>(Bridge), <중화 인민 공화국의 종교>(Religion in the People's Republic of China), <칭펑>(Ching Feng)이 포함되었는데, 이들은 TSPM가 발간한 문서들과 선언문들을 실었을 뿐 아니라 전반적인 편집 방향에서 TSPM의 관점과 동일한 관점을 따랐다.
그러한 사건들과 탄압이 계속 확산된 후에 '중국교회 일치운동 연구 교섭단'(ECSLG)에 가입된 조직체 대표자들 중 몇 사람이 중국 내지(內地)를 다니면서 TSPM 담당자들을 만났다. 방문자들 중에는 홍콩 기독교 연합회의 청후이관(張喣羣)과 홍콩에 있는 정기 간행물인 <칭펑>(Ching Feng) 지의 린뤼성(林汝升)이 있었다. 여행을 마치고 돌아온 린려셩은 기독교 연구회가 타오펑산 교회 일치회의 중국인 종교와 문화에 대하여 출간한 <칭펑> 1982년 9월호에 기고를 하게 된다. 이것이 TSPM이 경멸적인 용어로 만들어낸 '호함파'(the Shouters sect)라는 단어가 중국 외부의 출판물에서 처음 사용된 것이고, 위트니스 리와 '호함파'가 동양과 이우에 있었던 혼란의 원인이라는 잘못된 역사적 비난의 시작이었다. (린뤼성은 기고문에서 1949년에 중국을 떠나온 후로 한번도 중국을 방문하지 않았던 위트니스 리가 1980년에 개인적으로 중국을 방문했었다 라고 잘못 언급했다.) 쳥후이관과 모수언(莫樹恩)은 홍콩 기독교 협회의 책임자들이며 <신시>(Xinxi-信息) 1982년 10월호와 <칠십년대>(The Seventies, 七十年代)라는 잡지 1982년 11월호에 '동양/이우 사건의 이면'이라는 기고문을 게재했다. <칠십년대>(The Seventies)의 기고문은 '중국 본토에 만연한 이단'이라는 부제가 달렸다. 이 글은 린려셩의 '칭펑'의 기고문을 되풀이한 것이었다.
이 보고서들은 주님의 이름을 부르는 실행을 하는 믿는 이들을 묘사할 때 그들이 법률을 준수하는 시민들 임에도 마치 폭력적으로 정부를 반대하는 위험한 종파인양 변질시켰다. 그러한 특징지음은 근거가 없다. 사회 질서를 무너뜨리거나 반정부 활동에 참여하는 것은 워치만 니와 위트니스 리의 사역과는 반대된다. 주님의 이름을 부르는 것에 관한 위트니스 리의 가르침은 '호함파'의 무질서한 행동을 결코 인정하지 않았으며, 극단적인 반혁명분자처럼 묘사된 니와 리 모두는 사실은 그 반대이며, 그들은 교회는 정치에 관여하지 말아야 하고 그리스도인들은 자기 나라의 어떤 형태의 다스림에도 순종해야 한다고 말했다.
해외 선교 연맹(Overseas Missionary Fellowship)(전에는 중국 내지선교회)에 가입하고 영국 외교관 신분으로 중국에 갔던 토니램버트(Tony Lambert)는 수정주의자들의 보고서들에 대한 답변으로 “중국 안에 계신 주님: 동양과 이우의 박해에 대한 다른 관점”이라는 글을 번역했다. 이 글에서는 "실지로, 우리는 동양과 이우의 지하 교회에 대한 박해가 이상수(Li Changshou)의 '지방 교회'나 '호함파'(the screamers sect)에 속하지 않았다는 것을 보여주는 충분한 증거들을 가지고 있다."라고 말했다. 이러한 내용은 CCRC의 <중국을 잊지 말라>(Don't Forget About China) 1982년 12월호와 <중국과 교회>(China and the Church) 1월-2월호에서 거듭 게재되고 또 확증되었다.
그 후에 그와 반대되는 내용의 글들이 나왔다. 즉 TSPM의 공식 잡지인 <칭펑>의 1983년 2월호에는 “동양-이우 사건의 진실”이라는 글이 실렸는데, 그 글은 저장 성에서 TSPM의 영향력을 확대하려는 일들에 관여했던 TSPM 가입자들 중 한 명인 덩 푸춘(Deng Fucun)이 쓴 것이었다. 이 글은 '호함파'를 비난했다. 그러나 가장 비슷한 시기에 해외에서 본 관점은 그것과 정반대였다. 1983년 4월 10일에 발간된 <복음>(The Gospel)지는 "(동양에 있는 성도들이) 주님의 몸의 모든 지체들에게 보내는 편지"를 실었다. 이 편지는 "TSPM이 분쟁을 야기하고, 사실을 조작하고 '이단적인 단체', '매국노', '반 혁명분자'라는 명칭을 붙임으로 자신들 편에 서지 않는 많은 믿는 이들을 박해했다. 그들은 정치범들이라는 이러한 근거없는 죄목들을 근거로 많은 믿는 이들을 일망 타진했다"라고 썼다. 따라서 '호함파'라는 용어는 TSPM에 등록하지 않은 많은 사람들이 포함된 보다 폭넓은 개념으로 사용되었다.
최신의 서방의 글들은 '호함파'를 지방 교회들에서 갈라진 이단적인 잔류세력으로 묘사한 TSPM의 말을 되풀이하는 단체인 중국 교회 일치 연구회(the Ecumenical China Study Liaison Group)의 회원들이 보도한 사건 기록을 따르고 있다. 이것은 이전에 중국 교회 일치 연구회에 참여했던 밥 화이트(Bob Whyte), 에드먼드 탕(Edmond Tang), 필립 위커리(Philip Wickeri)가 한 권 분량으로 다룬 '중국 내의 교회 역사'에 일정 부분 기인한다고 할 수 있다. 그러나 토니 램버트는 훗날 '호함파'가 혼란을 선동한 것으로 초기에 비난해 왔던 TSPM의 회장 딩광쉰(Ding Guangxun)이 1987년에는 동양과 이우에서 있었던 “사건들의 책임이 그 지방 TSPM의 강경 전략들에 기인한다”는 점을 인정했다고 보고했다.

## '호함파'에 대한 제재(1983–1984)
중국 공산당 중앙 위원회(CPC Central Committee)의 통전부(UFWD) 부부장이었던 장핑(Jiang Ping)은 '호함파' 문제를 조사하는 부서를 만들라는 지시를 받았다. 그 부서는 공안원과 종교 담당 부서(현재는 종교행정부(State Administration for Religious Affairs)임)와 소수민족 담당 부서의 인원들로 구성되었다. 그들은 1983년 1월 15일에 처음으로 상하이에 도착했고 거기서 탕서우린(Tang Shou-lin)과 런중샹(Ren Zhong-xiang)을 만났다.
1956년 1월 29일에 워치만 니와 가까웠던 모든 동역자들이 체포된 이후에 탕과 런은 장로로 선출되었는데, 그들은 상하이 교회의 회중이 아니라 신자들에 대한 정치 재교육 위원회, 즉 교회 구성원들에게 정치사상을 주입하는 것을 감독하는 위원회에 의해 선출되었다. 탕과 런은 니가 반혁명적이라고 고발하는 중국 정부의 캠페인에 협력했다. 탕은 이전에 삼자애국운동 설립위원회의 위원이었는데 자신이 몸 담고 있다가 배반한 상하이 교회의 일원들의 비난을 받자 그 자리에서 물러났다. 니를 고발하는 것에 협력했던 탕은 다시 복귀하여 TSPM의 부회장이 되었다. 그 후 워치만 니의 감독 아래 난양(Nanyang) 가(街)에 건축되었던 상하이 교회 집회소는 탕과 런의 인도 아래 1958년에 TSPM에 넘겨졌고 상하이 교회의 모든 집회들은 중단되었다. 탕은 문화혁명 기간 동안에 노동교화소에서 재교육을 받은 후에 새롭게 설립된 TSPM의 부회장 직위를 회복했고 1980년에 TSPM이 설립한 중국 기독교 연합회(China Christian Council)의 위원이 된다. 1981년 7월에 탕은 “당을 위해 나의 진심을 쏟아냄”이라는 제목의 글에서 "나는 결심을 했다. 당과 조국의 이익에 부합하는 것이라면 내가 할 수 있는 한 어떤 것도 할 것이며 아주 잘 해낼 것이다."라고 말했다.
탕과 런이 1983년 1월에 중국 정부 관료들을 만났을 때, 그들은 중국 내에서 복음을 진취적으로 전했던 지방 교회들 안에 있는 성도들을 제재하는 것에 대해 공통된 관심을 표현했다. 중국 정부는 어떤 것이든 사회 전반에 광범위하게 확산되는 운동은 정치적인 위협으로 간주했고 TSPM은 자신들의 관리를 벗어난 모든 활동들은 중국 내에서 기독교 신앙의 유일한 대표자라는 자신들의 주장의 적법성을 파괴하는 것으로 보았다. 탕과 런을 포함한 TSPM 위원회는 1월 16일에 '호함파'가 정치적으로 반혁명적이고 종교적으로 이단임으로 신속히 처리해야 한다고 결정을 내렸다. 탕과 런은 또한 상부로부터 '호함파'를 반박하는 글을 쓰라는 지시를 받았다."
탕과 런이 쓴 <이상수[Witness Lee]의 이단적인 의견들을 단호하게 반대함>(Firmly Resist the Heretical Opinions of Li Changshou>이라는 제목의 40쪽 분량의 책이 1983년 4월에 난징 연합 신학교(Nanjing Union Theological Seminary) 교재로 출간되었다. 그 책은 정부의 승인을 받은 교회들과 그 외 기독교 단체들은 물론 중국 전역의 공안부서에도 보내졌다. 탕과 런의 책에 담긴 많은 비난들은 <갓멘>(The God-Men)이라는 책에 기초한 것인데, 그 책은 미국의 영적 사이비 연구소(Spiritual Counterfeits Project)가 출간하여 탕에게 보낸 것이었다. 그러나 그 후 1985년에 <갓멘>(The God-Men) 책자는 미국 법원으로부터 거짓되고 명예훼손이라는 판결을 받았다. 탕과 런이 쓴 책의 본문 전체가 홍콩 소재 타오펑샨 기독회(the Tao Fong Shan Christian Centre)가 출간한 <칭펑> 1983년 9월호에 재차 실렸다. 타오펑샨이 출간한 <다리>(Bridge)라는 잡지의 1983년 11월호에는 탕과 런의 인터뷰가 실렸다. 이 잡지의 둘째 쪽에는 <갓멘>(The God-Men) 책자의 표지 사진이 수록되어 있다. 탕과 런이 만든 책의 재판(확장판)은 <갓멘>(The God-Men) 책자 내용을 인용했음을 분명히 밝혔다.
탕과 런의 책의 초판이 나온 후에 '호함파'를 제재할 뿐 아니라 위트니스 리가 시작한 가르침을 공격하기 위한 전국적인 시위가 시작되었다. 중국 전역에서 TSPM의 세미나가 열렸고 위트니스 리와 '호함파'를 비난했다. <칭펑>의 7월호와 9월호는 탕과 런의 비난을 되풀이하는 다수의 글들이 수록되었다.
둥양과 이우에서 일어난 사건들은 중국 내부에서 있던 광범위한 사회적 불안을 배경으로 발생했다. 범죄가 심각한 사회문제가 되어 왔고, 어떤 것들은 문화혁명의 잔재였다. 덩샤오핑이 실행했던 경제 개혁은 노동자들의 수요를 감소시켰고 그 결과 수많은 노동자들이 실직했다. 둥양과 이우에서의 사건들 이후 시작된 박해의 물결은 1983년 8월에 범죄반대 시위가 시작되었을 때는 이미 격랑 속으로 들어갔다. 다양한 정부 기관들이 '호함파'는 악한 이단이라는 선언문을 발표했다. 위트니스 리의 출판물을 사용한 지방 교회의 인도자들이 수배자 명단에 올랐고 등록되지 않은 많은 가정 교회 인도자들이 투옥되었다. 몇몇 자료들은 그 당시 어떤 기독교 단체든지 TSPM 가입을 거절하면 폭넓게 '호함파'로 불렸다고 기록한다. CCRC의 조나단 차오(Jonathan Chao)는 탕과 런의 책은 "TSPM이 이(상수)의 그룹을 다른 그리스도인들로부터 고립시키려는 전략이었으며, 그 전략은 중국 내의 복음주의 가정 교회 인도자들이 TSPM을 반대하지만 이(상수)를 지지하지는 못하게 하는 효과를 가져왔을 것"이라고 추측했다."
'호함파'에 대한 박해의 소식이 미국에 전해진 후에 미국 하원 의원이 그것을 주목했다. 1983년 11월 17일에 미국 하원 의원인 돈 선드퀴스트(Don Sundquist), 마크 실잰더(Mark D. Siljander), 크리스토퍼 스미스(Christopher H. Smith), 토머스 토크(Thomas J. Tauke)가 미국 주재 중국 대사인 장원진(Zhang Wenjin)에게 편지를 썼다. 그들은 그 편지에서 다음 달에 처형될 두 명의 그리스도인들에 대해 우려를 표명하고 '호함파'에 대한 수감 자료를 알려 달라고 요청했다. 11월 23일에는 상원 의원인 마크 하트필드(Mark Hatfield)도 쟝에게 편지를 써서 하원 의원들의 편지에 담긴 우려를 다시 환기시켰다. 쟝은 12월 7일자 답변에서, 중국 정부가 사회 안정을 유지하려고 범죄에 신속히 대응한 것이며, 그들은 종교적인 신앙이 아니라 범죄 행위 때문에 체포되었다고 말했다. 1984년 5월에는 미국의 상원과 하원에서 결의문이 선언되었다. 그 내용은 미국이 중국의 종교 자유에 대해 지속적으로 우려한다는 것과 중국 정부에게 수감되어 있는 로마 천주교 사제들, 개신교 목사들, 평신도 일꾼들을 풀어줄 것을 강력히 요청하는 것이었다.

## '호함파'에 대한 계속적인 탄압
'호함파'는 그 이후로 중국 내에서 탄압의 표적이 되었다. 1995년 3월에 중국 정부는 '악한 이단들'에 대한 척결을 재천명했다. 1995년 11월에는 국가 위원회와 중국 중앙 위원회에서 서명한 문서가 "'호함파' 제재 및 기타 이단들의 상황과 활동들에 관한 공안부의 통지"라는 제목으로 회람되었다. 이것은 '호함파'에 대한 새로운 박해의 물결을 일으켰다. 1998년에 허난(Henan)성에 있는 가정 교회 인도자들은 '현재 노동교화소에 갇혀있는 모든 가정 교회 신도들을 무조건 풀어줄 것'을 정부에 요청하는 글을 발표했다. 이 글은 또한 '지방 교회'를 '호함파'라고 부정확하게 불러왔음을 지적하는 호소도 포함되었다. 작가인 데이비드 에이크먼(David Aikman)은 '지방 교회'의 대표자들 중 누구도 이 선언문의 초안 작성 혹은 발기인에 참여하지 않았다고 전했다.
이전에 지방 교회들을 비난했던 '크리스찬 리서치 인스티튜트'(Christian Research Institute)가 반대 의견을 철회하면서 그 잡지의 편집장인 엘리옷 밀러(Elliot Miller)는 '호함파'의 정체성에 대한 혼란과 그들의 지방 교회들의 관계에 대해 다음과 같이 요약했다.
| “ | 호함파라는 명칭은 1980년대 초에 저장 성의 삼자애국운동이 (자신들의 운동에 참여하기를 거절하는 모든 기독교 단체들을 말살하면서) 지방 교회의 활동을 억압하기 위해 붙여진 것이었다. 시간이 지나면서 호함파라는 이름은 등록되지 않은 가정 교회의 일원들을 가리키는 칭호로 사용되었다. 그러나 여전히 어떤 이들은 배교한 소수의 사람들이 이미 지방 교회와의 교제가 끊어졌음에도 불구하고, 성경과 위트니스 리의 가르침을 임의로 이단적인 방식으로 왜곡하면서도 자신들이 위트니스 리 추종자라고 주장하는 이들을 지칭하는데 그러한 이름을 사용했다. '호함파'라고 일컬어지는 후자에 속한 사람들까지 지방 교회들과 잘못되게 동일시 한 것은 지방 교회측이 중국 당국자들을 대면하는데 큰 걸림돌로 작용해 왔다. | ” |

그럼에도 불구하고 1999년 9월 9일에 미국 국무부는 "중국 정부가 '호함파'라는 복음주의적인 지하 교회를 폐쇄시키고 1980년대 초반부터 당국자들이 계속해서 그 구성원들을 구금하고 벌금을 부여하고 심지어 투옥시키려고 했다."라는 보고서를 작성했다. 1999년 10월 30일에 중국인민의회 위원회는 이단 조직들을 금지하고 이단적인 활동들을 처벌하는 정책들을 세우는 입법 결의안을 채택했다. 2006년 미 국무부 보고서는 "(중국) 정부는 일반적으로 '이단들'로 분류된 단체들과 특별히…기독교에 기반한 소수의 단체들에 대한 제재를 계속하고 있다."라고 했다. 2011년 국무부 보고서는 중국 정부가 여전히 '호함파'를 '악한 이단'으로 규정하고 있으며 "그러한 명칭을 결의하는 공적인 기준이나 이의 제기를 위한 절차가 전혀 없다."고 기록하고 있다.

## 같이 보기
- 워치만 니
- 위트니스 리
- 지방교회

## 주해
1. ↑   This freedom had been a part of Article 88 of the first constitution of the PRC, adopted in 1954.
2. ↑   In 1981 the Bible smuggling operation Open Doors launched an operation called Project Pearl to deliver 1,000,000 Bibles in a single night to a beach in the village of Gezhou[27][28]